# Psammopolia sala
Psammopolia sala là một loài bướm đêm thuộc họ Noctuidae. Con trưởng thành bay vào tháng 5 và một lần nữa vào tháng 9 và tháng 10.